# ノースウエスト準州の旗

ノースウエスト準州の旗

ノースウエスト準州の旗（Flag of Northwest Territories）は、カナダで1969年に制定され、準州の紋章がデザインされたノースウエスト準州の準州旗である。
デザインは左右両端が青い帯になった「カナディアン・ペール（Canadian Pale）」で、中央に準州の紋章がある。青地はノースウエスト準州の人間の手がついていない水を表し、白は雪と氷を表す。準州の紋章は1957年に制定されたもの。上部の白地に青の波線は北西航路（Northwestern Passage）を示し、緑は森林限界より南部の深い森、赤はツンドラ地方を示す。森の中の四角い形とキツネの顔は、豊かな鉱物資源と毛皮を示している。